# Gluphisia oxiana
Gluphisia oxiana (також зубниця тугайна) — вид метеликів родини Зубницеві (Notodontidae), один з двох видів роду в Євразії.

## Опис
Верхня поверхня крил буро-сіра, з темною зоною біля основи переднього крила, часто оточеною чорнуватою перев'язкою. Забарвлення досить мінливе, аж до однорідно темного.
Від близького виду Gluphisia crenata відрізняється більшою темною зоною на передньому крилі, яка простягається до середини крила, хоча деякі особини неможливо відрізнити неспеціалісту, оскільки вони відрізняються лише будовою геніталій самця.

## Спосіб життя
Зустрічається у заплавах рівнинних річок, тугайних лісах. Імаго активні вночі з кінця квітня до початку серпня, розвивається 2-3 покоління. Гусінь та кормові рослини невідомі.

## Поширення
Відома з Середньої Азії: Казахстан, Узбекистан, Туркменістан, Таджикистан, північний Афганістан. Зустрічається на висоті нижче 500 м над рівнем моря, в заплавах річок Сурхандар'я, Амудар'я, Сирдар'я.
Під час австрійських ентомологічних експедицій до Туркменістану навесні 1993 і 1996 років була виявлена в Чарджоуській області по берегах Амудар'ї.

### Охорона
Було внесено до Червоної книги СРСР. Зараз охороняється згідно з Червоною книгою Узбекистану (вразливий, чисельність скорочується) та Казахстану.
Охороняється в Зарафшонському державному заповіднику Узбекистану.